# Правителство на Константин Муравиев
Правителството на Константин Муравиев е шестдесет и второто правителство на Царство България, назначено с Указ № 8 от 2 септември 1944 г. Управлява страната до 9 септември 1944 г., след което е наследено от второто правителство на Кимон Георгиев. Това е последното българско правителство преди деветосептемврийския преврат в страната, извършен с помощта на Червената армия.

## Политика
След падането на кабинета на Иван Багрянов в парламента се разглеждат няколко варианта за съставяне на нов кабинет – правителство на Отечествения фронт, начело с Кимон Георгиев, нов кабинет на Багрянов, доминиран от БЗНС Пладне, и вариант, доминиран от умерената опозиция с премиер Константин Муравиев.
Опитите да се включат в новото правителство представители на Отечествения фронт завършват без успех. Комунистите и техните съюзници са информирани за готвената от СССР окупация на България и очакват да получат цялата власт. Правителството на Муравиев разпуска XXV обикновено народно събрание и профашистките организации. Дадена е пълна амнистия на политическите затворници. Възстановени са демократичните права и свободи на българските граждани. Започва изтеглянето на българските окупационни войски от Сърбия и Македония.
На 5 септември 1944 г. кабинетът скъсва дипломатическите отношения с Германия, но позволява на нейните войски да се изтеглят от страната. Същия ден под претекст, че правителството продължава да подкрепя Германия, СССР обявява война на България. На 8 септември първите съветски военни части навлизат в Южна Добруджа. Правителството нарежда на българските войски да не оказват съпротива. На 8 срещу 9 септември, възползвайки се от присъствието на съветските войски, нелегалната опозиция завзема властта – извършен е Деветосептемврийския преврат. Водеща роля в преврата има армията, ръководена от запасни и действащи офицери, членове на политическия кръг „Звено“ и на Военния съюз.
Сформирано е правителство на Отечествения фронт, което заемат най-важните места в кабинета. Поста министър-председател заема Кимон Георгиев, а военен министър става Дамян Велчев. Министрите на кабинетите на професор Богдан Филов, Иван Багрянов, Добри Божилов и Константин Муравиев са арестувани. В страната започват масови репресии срещу противниците на Отечествения фронт. Хиляди са избити без съд и присъда.

## Съставяне
Кабинетът, оглавен от Константин Муравиев, е образуван от политически дейци на БЗНС „Врабча 1“ и Демократическата партия.

### Кабинет
Сформира се от следните 11 министри:
| министерство                                | име | име                        | партия                |
| ------------------------------------------- | --- | -------------------------- | --------------------- |
| председател на Министерския съвет           |     | Константин Муравиев        | БЗНС „Врабча 1“       |
| вътрешни работи и народно здраве            |     | Вергил Димов               | БЗНС „Врабча 1“       |
| външни работи и изповедания                 |     | Константин Муравиев        | БЗНС „Врабча 1“       |
| народно просвещение                         |     | Борис Павлов (упр.)        | Демократическа партия |
| финанси                                     |     | Александър Гиргинов        | Демократическа партия |
| правосъдие                                  |     | Борис Павлов               | Демократическа партия |
| война                                       |     | Иван Маринов               | военен                |
| търговия, промишленост и труд               |     | Александър Гиргинов (упр.) | Демократическа партия |
| земеделие и държавни имоти                  |     | Христо Попов               | безпартиен            |
| обществени сгради, пътища и благоустройство |     | Борис Колчев (упр.)        | безпартиен            |
| железници, пощи и телеграфи                 |     | Вергил Димов               | БЗНС „Врабча 1“       |
| министър без портфейл                       |     | Никола Мушанов             | Демократическа партия |
| министър без портфейл                       |     | Атанас Буров               | Народна партия        |
| министър без портфейл                       |     | Димитър Гичев              | БЗНС „Врабча 1“       |

В краткия си период на водене не са правени промени.